# Tin Aïcha
Pour les articles homonymes, voir Aïcha (homonymie).
Tin Aïcha est une commune du Mali, dans le cercle de Goundam et la région de Tombouctou.

## Description
La commune rurale de Tin-Aïcha créée suivant la loi no 96-059/AN-RM du 4 novembre 1996, est composée de neuf villages et sites. Elle a été créée à la suite de la division de l’ex-arrondissement de Razelma en deux communes.
Elle est limitée à l’Est par la commune rurale d’Essakane, au Nord et à l’ouest par la commune rurale de Razelma, au Sud par la commune rurale de M'Bouna, et au Sud–Ouest par la commune rurale d’Abarmalane.
La Commune de Tin- Aïcha s’étend sur une zone de lac aride depuis les grandes sécheresses de 1973 et 1984. Ces années ont d’ailleurs été marquées par des actions de reboisement de prosopis, de part et d’autre du lac, pour protéger les berges du Faguibine contre l’ensablement et l’avancée du désert. Ces actions préliminaires sont appuyées par un partenaire japonais. Mais ce reboisement s’est propagé sur les superficies cultivables à travers l’ensemencement naturel des semis du prosopis.
D’est à l’ouest et sur sa partie sud, la commune de Tin-Aîcha dispose actuellement d’un terroir très boisé devenu une zone d’élevage par excellence. Du côté nord, la commune s’étend sur une zone de moyen Sahel.

## Climat
Le climat de type sahélien est caractérisé par des écarts de température très importants entre 6 heures et 18 heures, et dispose de deux saisons dont, une allant de septembre à juin et l’autre pluvieuse de juillet à août. Les précipitations sont très faibles. La saison sèche a deux composantes : une saison sèche et fraîche (octobre à février) et une autre saison sèche et chaude de mars à juin.

## Hydrographie
L’hydrographie de la commune rurale de Tin-Aicha est essentiellement composée des eaux souterraines. Elle fait partie par ailleurs du système du lac Faguibine, dont la crue ne remonte plus depuis les années 1990.

## Population
La population de Tin-Aicha est estimée à environ 9 444 habitants essentiellement Touareg (blancs et noirs). C’est une population à vocation agro-pastorale. Elle est structurée en villages, fractions et sites. Les villages d’origines ont été abandonnés consécutivement à l’insécurité des années 1991-1995. La plupart des habitants de la commune vivent dans les environs du village de Tin-Aicha sur un rayon de 5 km.
La population qui était hostile par le passé à la scolarisation des enfants est aujourd’hui en majorité analphabète.
Depuis l’assèchement du lac, il n’y a plus d’activités et l’arrêt consécutif des actions agricoles a limité les opportunités d’emploi et de production pour les habitants de la Commune Tin-Aicha. La population reste donc dans une situation de désœuvrement. L’exode rural vers les autres communes voisines et vers le sud du Mali à la recherche d’emploi, dépeuple de plus en plus la commune de ses habitants. C’est vers les communes (d’Essakane, Issa Berry et Bintagoungou) qui reçoivent partiellement la crue, que les ouvriers agricoles prospectent à la recherche d’emploi pour faire vivre leurs familles. Certains se contentent de l’exploitation des produits forestiers pour générer des revenus profitant ainsi des avantages de la forêt de prosopis qui s’est formée à la place de l’eau.

## Infrastructure
Au niveau des sites on constate la création des écoles, la construction des maisons à usage d’habitations, des activités génératrices de revenus (maraîchage, artisanat, petit commerce, moulin, etc). Ces actions sont initiées par des anciens fonctionnaires en retraite, des associations féminines, avec l’appui des partenaires au développement.

## Activités
La population de Tin-Aïcha a pour vocation principale l’agriculture mais depuis l’assèchement du lac Faguibine les habitants de Tin-Aïcha ont cependant rompu avec cette activité. Au niveau de la commune, il est actuellement difficile de définir une activité principale d’occupation des habitants. En effet la crue ne remontant plus jusqu’à Tin-Aicha, la plupart des bras valides s’exilent vers les zones inondables du Faguibine, vers les lacs du Télé, Horo et hors de la Région à la recherche d’emploi.
D’autre part il y a une timide activité d’élevage des petits ruminants au niveau des villages et des sites. La situation économique de la commune reste alors handicapée par le faible pouvoir économique des habitants. A la faveur du marché hebdomadaire certains habitants s’attellent néanmoins à des activités de petit commerce. D’autres ont pour occupation l’exploitation des produits forestiers.